# Torre de las Cinco Esquinas
La torre de las Cinco Esquinas es uno de los torreones del recinto defensivo de la muralla de Daroca. Fue declarada monumento nacional junto con el resto del conjunto de fortificaciones de Daroca en resolución: 03/06/1931 Publicación: 04/06/1931. 

## Descripción
Se trata de una torre de planta pentagonal irregular, construida en piedra sillar y que está situada entre la puerta Alta y la torre de la Espuela, al comienzo de la ladera del cerro de San Jorge. Está unida a un tramo de muralla construido en tapial reforzado con ladrillo, con decoración de tracería mudéjar.